# Jonathan Garcia (wielrenner)
Jonathan Garcia (Boulder, Colorado, 10 augustus 1981) is een Amerikaans voormalig professioneel wielrenner. Hij reed zijn gehele carrière voor BMC Racing Team. Toen BMC in 2010 promoveerde naar de UCI ProTour en een groot aantal toprenners aantrok was er geen plaats meer voor Garcia, en werd zijn contract niet meer verlengd. Hij wist geen nieuwe ploeg te vinden en verdween uit het profpeloton.

## Overwinningen
2007
- 2e etappe, deel B Giro della Regione Friuli Venezia Giulia (Ploegentijdrit, met Ken Hanson, Ian McKissick, Scott Nydam en Jackson Stewart)

## Grote rondes
Geen